# Indeks punktu względem krzywej
Indeks punktu {\displaystyle a} względem krzywej {\displaystyle C} – liczba okrążeń punktu {\displaystyle z} wokół punktu {\displaystyle a,} gdy punkt {\displaystyle z} obiega raz krzywą {\displaystyle C.} Zwyczajowo każde okrążenie jest traktowane jako „dodatnie” bądź „ujemne” w zależności od tego, czy obieg odbywa się odpowiednio w kierunku przeciwnym lub zgodnym do ruchu wskazówek zegara.

## Definicja

Obiekt poruszający się po krzywej okrąża osobę stojącą pośrodku dwukrotnie.

Funkcja {\displaystyle I(C,a)} dla krzywej zamkniętej {\displaystyle C} nie przechodzącej przez punkt {\displaystyle a,} jest zdefiniowana jako
{\displaystyle I(C,a)={\frac {1}{2\pi i}}\oint \limits _{C}{\frac {dz}{z-a}}}
nazywana jest indeksem punktu {\displaystyle a} względem krzywej {\displaystyle C.}

## Przykłady i własności
Funkcja indeksu przyjmuje tylko wartości całkowite; rośnie bądź maleje odpowiednio, gdy parametryzacja krzywej jest na danym przedziale zgodna i niezgodna z orientacją płaszczyzny zespolonej (mówi się wtedy o dodatniej i ujemnej orientacji krzywej).
Indeks punktu {\displaystyle 0} względem zorientowanego dodatnio okręgu {\displaystyle K} o promieniu {\displaystyle r>0} {\displaystyle (K:z=re^{it},0\leqslant t\leqslant 2k\pi } dla {\displaystyle k\in \mathbb {Z} _{+})} wynosi:
{\displaystyle I(K,0)={\frac {1}{2\pi i}}\oint \limits _{K}{\frac {dz}{z}}={\frac {1}{2\pi i}}\int \limits _{0}^{2k\pi }{\frac {ire^{it}dt}{re^{it}}}={\frac {1}{2\pi }}\int \limits _{0}^{2k\pi }dt=k.}